# Keion Brooks Jr.
Keion Lee Brooks Jr., né le 7 août 2000 à Fort Wayne dans l'Indiana, est un joueur américain de basket-ball évoluant aux postes d'ailier et d'ailier fort. Il mesure 1,98 m.

## Biographie
En janvier 2025, il signe un contrat two-way avec les Pelicans de La Nouvelle-Orléans.

## Palmarès et distinctions personnelles
- First-team All-Pac-12 (2024)
- Second-team All-Pac-12 (2023)
- Jordan Brand Classic (2019)